# Cidlina
Cidlina – rzeka w Czechach, płynąca na południe od swego źródła w górze Tábor (678 m n.p.m.) blisko miasta Lomnice nad Popelkou, poprzez Jiczyn, Nový Bydžov i Chlumec nad Cidlinou, kończąc jako dopływ Łaby, do której wpływa w pobliżu miasta Libice nad Cidlinou. Rzeka ma długość 87,3 kilometra, a jej dorzecze obejmuje obszar wielkości 1164 km². Cidlina przepływa ze średnią prędkością 4,66 m³/s.
8 października 1110 roku doszło do bitwy nad Cidliną, gdzie władca Polski Bolesław Krzywousty pokonał władcę Czech Władysława I.